# Kafenio

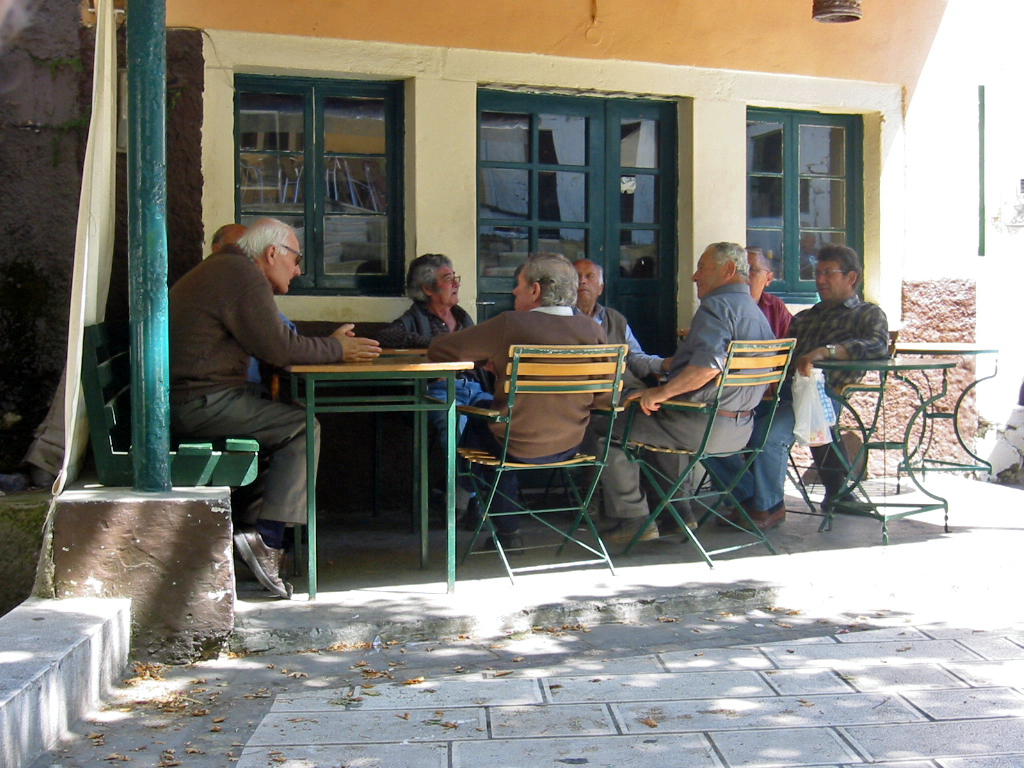
Männer vor einem Kafenio auf Korfu

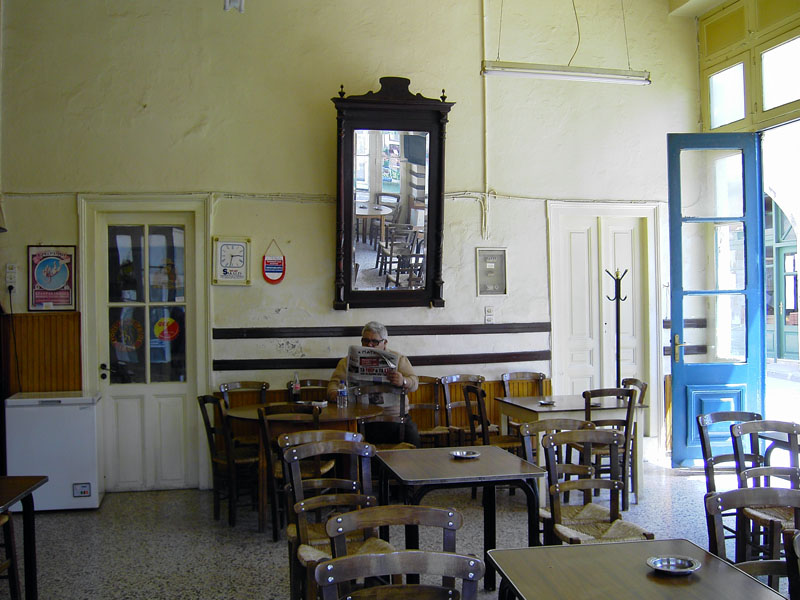
Interieur eines älteren Kafenio auf dem Land

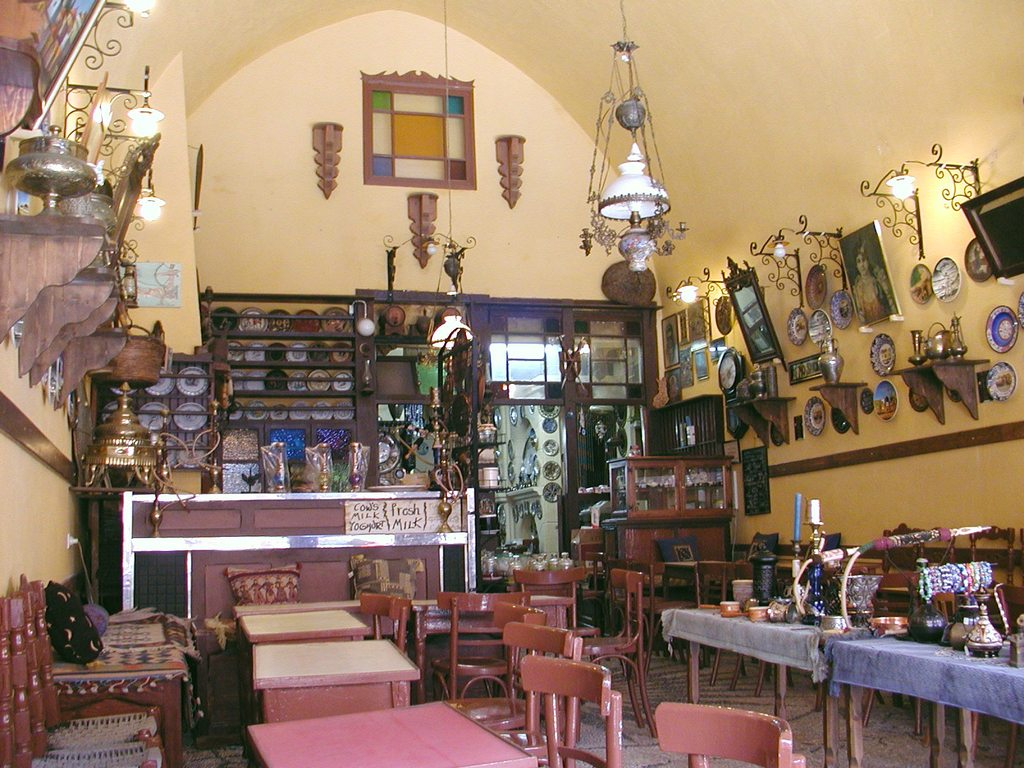
Eher untypisches, über 500 Jahre altes Kafenio in der Stadt Rhodos

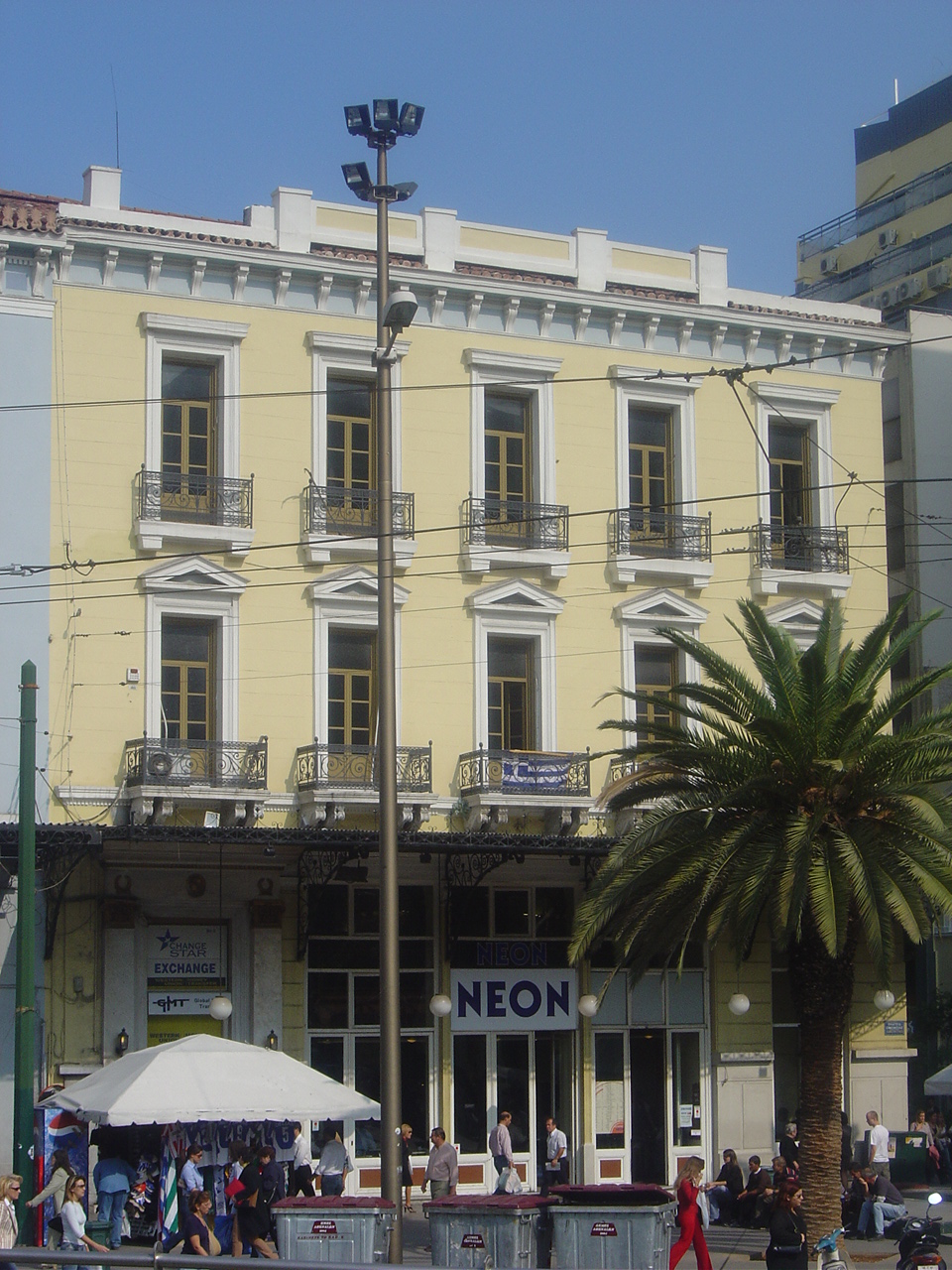
Das 1920 eröffnete „Neon“ im ehemaligen Restaurant des Hotels Carlton in Athen (2004)

Kafenio (griechisch Καφενείο oder hochsprachlich Καφενεῖον Kafenion; Mehrzahl Kafenia) ist die Bezeichnung für das traditionelle griechische Kaffeehaus. In der Regel handelt es sich bei den Kafenia um Familienbetriebe.

## Lage und Gestaltung
Die Lokale liegen meist am Hauptplatz oder der Hauptstraße eines Ortes. Die Einrichtung ist sehr minimalistisch, sie beschränkt sich auf das Mobiliar, namentlich die bastbezogenen griechischen Holzstühle und die bekannten runden Blechtische, manchmal auch rechteckige Holztische; die Wände sind oft weiß gekalkt. An den Wänden hängen vereinzelt Fotos, Devotionalien lokaler Sportvereine, ein Kalender und eine Uhr. Dekorierte und überladen ausgeschmückte Lokale sind selten.
Die Namen der Lokale sind den Einheimischen meist nicht geläufig, sie benennen die Lokale nach dem Wirt. In der Regel werden neutrale Begriffe verwendet wie etwa nach der Lage „O Platanos“ (Die Platane) „I kabana“ (Die Glocke, etwa nach einem Glockenturm). Der Name „Kafenio I Orea Ellas“ (in etwa: Kaffeehaus „Zum schönen Griechenland“) entspricht dem deutschen Begriff Stammtischgeschwätz.

## Angebot
Üblicherweise angebotene Getränke sind Griechischer Kaffee (griechisch Ελληνικός καφές Ellinikós Kafés), der mittlerweile zum Kult avancierte Frappé, Bier, Retsina, Ouzo oder Tsipouro. Als Speisen werden nur einfache Mezedes angeboten, ohne besondere Vorbereitung vom Laden, also wie sie im Handel erhältlich sind. Dazu darf ein Kafenio nach den gesetzlichen Bestimmungen auch noch gebratene und gekochte Wurst, Käse und Tintenfisch anbieten. Bei einer erweiterten Küche handelt es sich nicht mehr um ein Kafenio, sondern um ein Ouzeri.
Auf dem Land dient das Kafenio manchmal der Nahversorgung und bietet auch einen Vorrat an Lebensmitteln wie Brot, Mehl, Milch; oder regionale Spezialitäten für Durchreisende wie Käse, Hülsenfrüchte, Wurstwaren, Honig, Olivenöl und Wein. Es ersetzt das nicht vorhandene Periptero.

## Bedeutung
Kafenia dienen (ähnlich einer Kneipe in Mitteleuropa) in Dörfern und Stadtbezirken als soziale Mittelpunkte, in den man sich nach der Arbeit auf ein Gespräch, ein Karten- oder ein Tavlispiel (Backgammon) trifft. Ihre zentrale Rolle wird daraus ersichtlich, dass sie noch in den letzten Jahrzehnten des 20. Jahrhunderts meist der einzige Standort eines Telefons im Dorf oder Bezirk waren, von dem aus die Angerufenen oft per Megaphon ausgerufen wurden.
Ursprünglich war das Kafenio Männern vorbehalten, Frauen bevorzugten analog dazu den Besuch von Konditoreien oder die nachmittägliche Kaffeerunde bei Freundinnen. Auch heute hält sich im Kafenio tagsüber zumeist nur die ältere männliche Bevölkerung eines Ortes auf. Jüngere Freundeskreise meiden das Kafenio zugunsten der Kafeteria, die einer Cafe-Bar entsprechen, hierbei spricht man auch von Kafenia der „neuen Generation“. Die Geschlechtertrennung ist hier nicht mehr vorhanden, auch im traditionellen Kafenio sind mittlerweile Frauen anzutreffen. Für Reisende wurde jedoch diese Regel schon immer übergangen.
Eine neuzeitliche Entwicklung ist das Aufgreifen der traditionellen Bezeichnung „Kafenio“ als Retro-Begriff, jedoch allgemein für Kaffeebetriebe, die mitunter auch hochpreisige, barähnliche Gastronomiebetriebe sein können.

### Das Kafenio in der Großstadt
In Großstädten und vor allem in deren Innenstädten ist die soziale Funktion des Kafenio nur bedingt gegeben. Hier steht der Begriff schlicht analog für Kaffeehaus. In Athen war das „Flokas“ das Künstlercafé, das „Zonar’s“ das Literatencafé und das Neon eher ein Café des Establishments.